# 薩克拉門托 (內布拉斯加州)
薩克拉門托（英語：Sacramento）是位於美國內布拉斯加州費爾普斯縣的非建制地區。

## 歷史
薩克拉門托的郵局於1879年設立，1887年關閉後又於1889年重啟，最終於1903年停運。

## 地理
薩克拉門托所處的海拔為高於海平面691米（即2267英呎），而該地所採用的時區為UTC-6，即北美中部时区（CST）。同時該地設有夏令時間，為UTC-6調快一小時，即UTC-5（CDT）。